# جوان هينتون
جوان هينتون (بالإنجليزية: Joan Hinton)‏ (و. 1921 – 2010 م) هي فيزيائية، وعالمة نووية من الولايات المتحدة الأمريكية . شاركت في مشروع مانهاتن .
توفيت عن عمر يناهز 89 عاماً. بسبب أم الدم .

## التعليم
تعلمت في كلية بينينغتون ‏